# Карташу
Карташу (порт.  Cartaxo; [kɐɾ'taʃu]) — город в Португалии, центр одноимённого муниципалитета в составе округа Сантарен. Численность населения — 10,1 тыс. жителей (город), 24,8 тыс. жителей (муниципалитет). Город и муниципалитет входят в экономико-статистический регион Алентежу и субрегион Лезирия-ду-Тежу. По старому административному делению входил в провинцию Рибатежу.

## Расположение
Город расположен в 12 км юго-восточнее города Сантарен.
Муниципалитет граничит:
- на севере — муниципалитет Сантарен
- на востоке — муниципалитет Алмейрин
- на юго-востоке — муниципалитет Салватерра-де-Магуш
- на западе — муниципалитет Азамбужа

## Население
| Население муниципалитета Карташу (1801—2004) | Население муниципалитета Карташу (1801—2004) | Население муниципалитета Карташу (1801—2004) | Население муниципалитета Карташу (1801—2004) | Население муниципалитета Карташу (1801—2004) | Население муниципалитета Карташу (1801—2004) | Население муниципалитета Карташу (1801—2004) | Население муниципалитета Карташу (1801—2004) | Население муниципалитета Карташу (1801—2004) |
| -------------------------------------------- | -------------------------------------------- | -------------------------------------------- | -------------------------------------------- | -------------------------------------------- | -------------------------------------------- | -------------------------------------------- | -------------------------------------------- | -------------------------------------------- |
| 1849                                         | 1900                                         | 1930                                         | 1960                                         | 1981                                         | 1991                                         | 2001                                         | 2004                                         |                                              |
| 7520                                         | 14 373                                       | 18 270                                       | 19 939                                       | 22 581                                       | 22 268                                       | 23 389                                       | 24 465                                       |                                              |

## История
Город основан в 1815 году.

## Районы
В муниципалитет входят следующие районы:

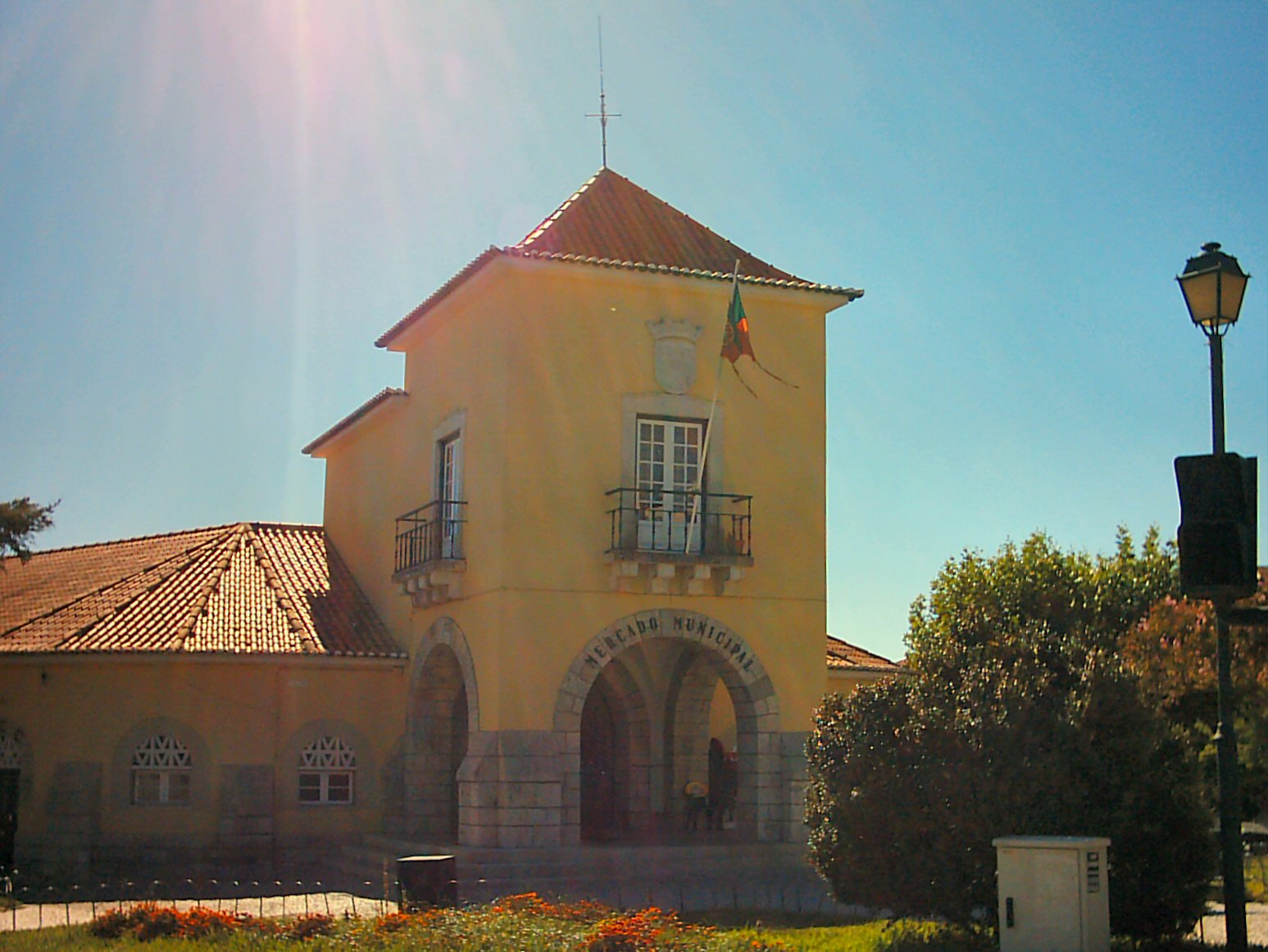

1. Карташу
2. Эрейра
3. Лапа
4. Понтевел
5. Валада
6. Вале-да-Педра
7. Вале-да-Пинта
8. Вила-Шан-де-Орике